# Vallo Torinese
Vallo Torinese (piemontesisch Val) ist eine italienische Gemeinde in der Metropolitanstadt Turin (TO), Region Piemont.

## Lage und Einwohner
Vallo Torinese liegt 30 km nordwestlich von Turin. Das Gemeindegebiet umfasst eine Fläche von 6 km² und hat 780 Einwohner (Stand 31. Dezember 2023).
Die Nachbargemeinden sind Viù, Germagnano, Cafasse, Fiano und Varisella.

## Geschichte

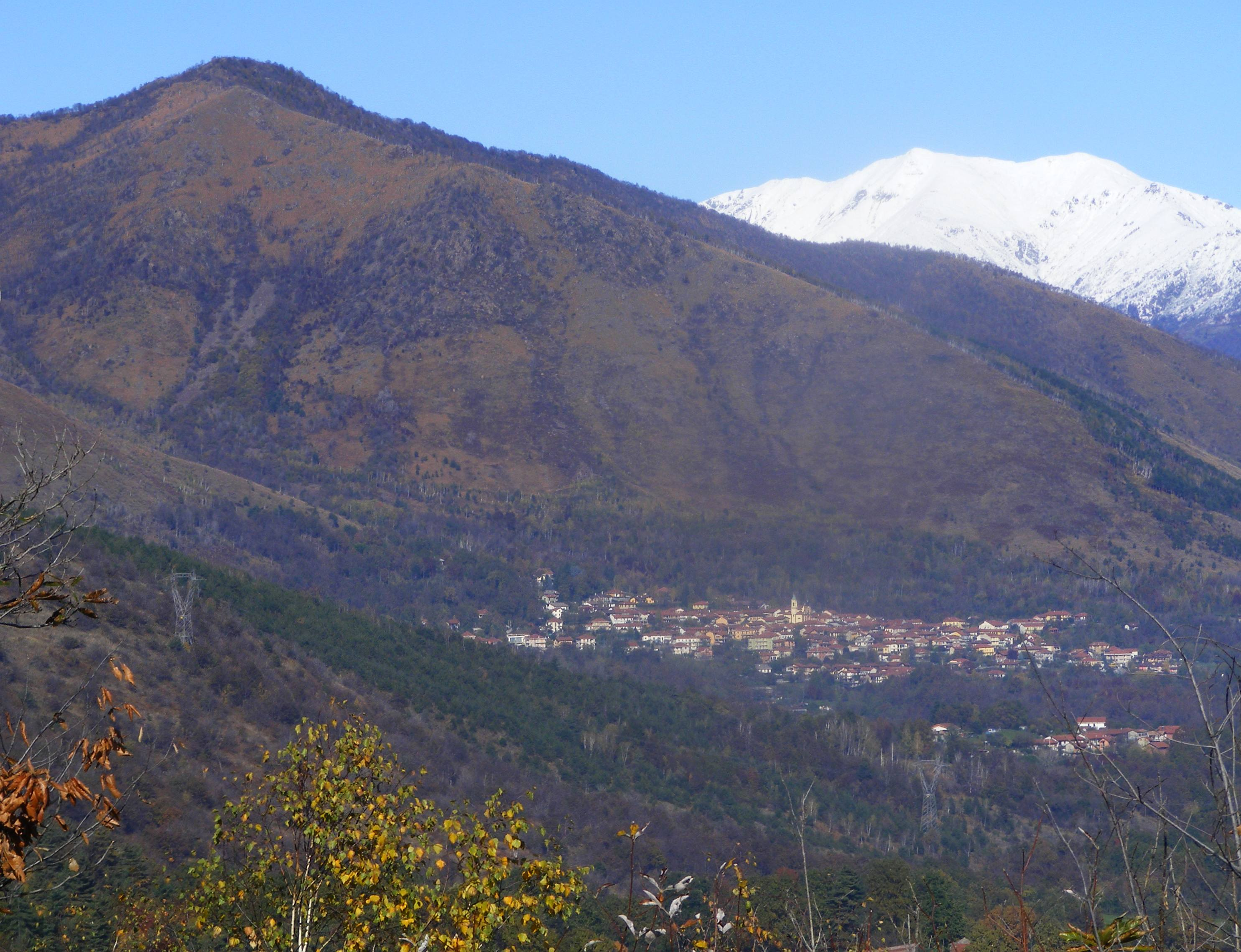
Panorama

Einer verlässlichen Hypothese zufolge zeugt der Ortsname von der Existenz einer antiken Verteidigungssiedlung, die mit einem VALLUM, also einem „Damm“, ausgestattet war. Dass es bereits zur Römerzeit ein bewohntes Zentrum gab, belegen auch einige archäologische Funde in der Gegend.
Ab dem 11. Jahrhundert wurde es der mächtigen Familie der Viscounts von Baratonia zugeteilt, die bereits einen großen Teil der Gebiete des Lanzo-Tals besaß. Nachdem es im 14. Jahrhundert Teil des savoyischen Herrschaftsgebiets geworden war, erlebte es im Laufe der Jahrhunderte verschiedene Spaltungen und Besitzerwechsel, bis das Lehen durch die Entscheidung von Vittorio Amedeo II. im Jahr 1721 wieder vereint und der Familie Marandono aus Biella und später übertragen wurde das der Ravicchios. 1954 wurde es als autonome Gemeinde anerkannt. Zu den Zeugnissen seines historisch-architektonischen Erbes zählt die Pfarrkirche San Secondo, die 1454 erbaut und in der zweiten Hälfte des 17. und vor allem im 20. Jahrhundert renoviert wurde und die Kapelle San Rocco aus dem 18. Jahrhundert und der Parco della Rimembranza, der zum Gedenken an die Gefallenen aller Kriege errichtet wurde.